# Roflumilast
Roflumilast  ist der erste zugelassene Arzneistoff aus der Gruppe der Phosphodiesterase-4-Hemmer (PDE-4-Hemmer), der zur Behandlung der chronisch obstruktiven Lungenerkrankung (COPD) eingesetzt wird.

## Klinische Angaben

### Anwendungsgebiete

#### Zugelassene Anwendungsgebiete
Roflumilast kann zur Dauertherapie bei erwachsenen Patienten mit schwerer COPD und chronischer Bronchitis sowie häufigen Verschlechterungen des Krankheitsbildes (sog. Exazerbationen) in der Vergangenheit zusätzlich zu einer Behandlung mit einem bronchodilatativen Arzneimittel eingesetzt werden. Eine schwere COPD im Sinne der Zulassung von Roflumilast weist eine verminderte Einsekundenkapazität (FEV1) nach Anwendung eines bronchodilatativen Arzneimittels von weniger als 50 % des Sollwerts auf.
Frühere klinische Studien zeigten, dass das therapeutische Fenster von PDE-4-Inhibitoren für die Anwendung bei Atemwegserkrankungen aufgrund von Dosis-limitierenden Nebenwirkungen wie Übelkeit, Diarrhoe und Kopfschmerz eingeschränkt ist. Bei geringer Wirksamkeit des Wirkstoffes gegen COPD und Asthma zeigten diese Studien Nebenwirkungen im gastrointestinalen Bereich. Besonders bei untergewichtigen Patienten mit COPD ist eine mögliche weitere Gewichtsabnahme kritisch. Die Kosten-Effektivität-Analyse kam zu dem Ergebnis, dass Roflumilast die Behandlungskosten für COPD erhöhen würde, dafür aber Folgekosten in der weiteren Behandlung der Patienten eingespart werden könnten.

#### Weitere mögliche Anwendungsgebiete
Der Wirkstoff wurde auch zur Behandlung von Asthma bronchiale untersucht. Die Ergebnisse dieser Untersuchungen wurden jedoch bislang nicht veröffentlicht.
Nach Angaben des Herstellers befand sich Roflumilast 2008 in der Entwicklungsphase I für die Anwendungsgebiete atopische Dermatitis und Schuppenflechte.

## Sonstige Angaben

### Chemische und pharmazeutische Informationen
Der folgende Syntheseweg wurde in einem 1998 erteilten Patent beschrieben:

### Geschichtliches
Die 2006 von Nycomed übernommene Pharmasparte des Unternehmens Altana (ehemals Byk Gulden) hatte Roflumilast bereits 2004 in der EU zur Zulassung für COPD eingereicht, den Antrag aber 2005 nach Absprache mit der Europäischen Arzneimittelagentur wieder zurückgezogen. Kurz zuvor hatte Altanas damaliger Entwicklungspartner Pfizer die Zusammenarbeit mit Altana beendet.
2009 wurde der Zulassungsantrag aufgrund von positiven Ergebnissen in vier neuen klinischen Studien von Nycomed erneut in der EU eingereicht. 2010 erteilte die Europäische Kommission dem Unternehmen Nycomed eine EU-Zulassung für Roflumilast.  2011 erhielt der Arzneistoff auch eine Zulassung in den USA und der Schweiz. Der Patentschutz für Roflumilast lief bereits im Jahr 2014 aus.
Im Dezember 2015 gab AstraZeneca bekannt, dass es die weltweiten Vermarktungsrechte von Roflumilast übernehmen wird.

### Handelsnamen
- AstraZeneca: Daxas® (EU), Daliresp® (USA)